# Famille Dévereux
 (juillet 2024).
Si vous disposez d'ouvrages ou d'articles de référence ou si vous connaissez des sites web de qualité traitant du thème abordé ici, merci de compléter l'article en donnant les références utiles à sa vérifiabilité et en les liant à la section « Notes et références ».
La famille Dévereux est une famille noble anglo-normande dont le nom signifie « D'Évreux », désignant une personne originaire d'Évreux en Normandie. Le e intermédiaire entre le v et le r (svarabhakti) est une caractéristique de l'anglo-normand.
Elle a fourni plusieurs comtes d'Essex, et reste titulaire du titre de vicomte Hereford le plus ancien donc premier vicomte existant dans la pairie d'Angleterre.
Elle est également attestée sous les variantes orthographiques Devereaux et Déveroux.

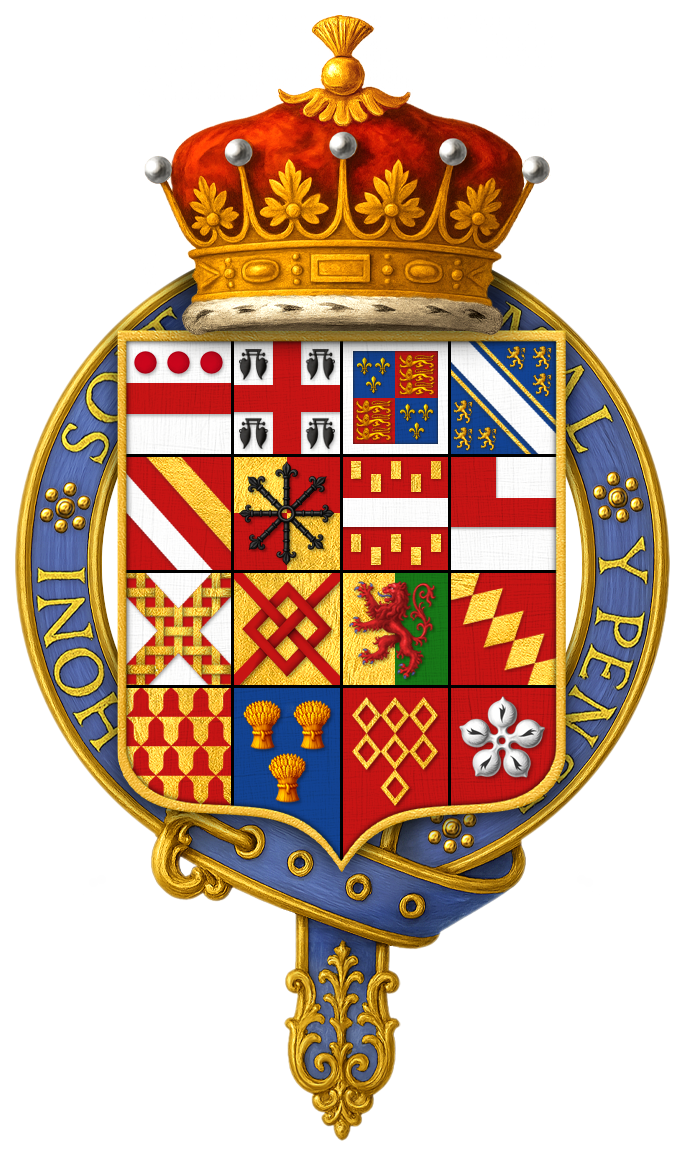
Écartelé du 2e comte d'Essex
Blason du 17e vicomte Hereford
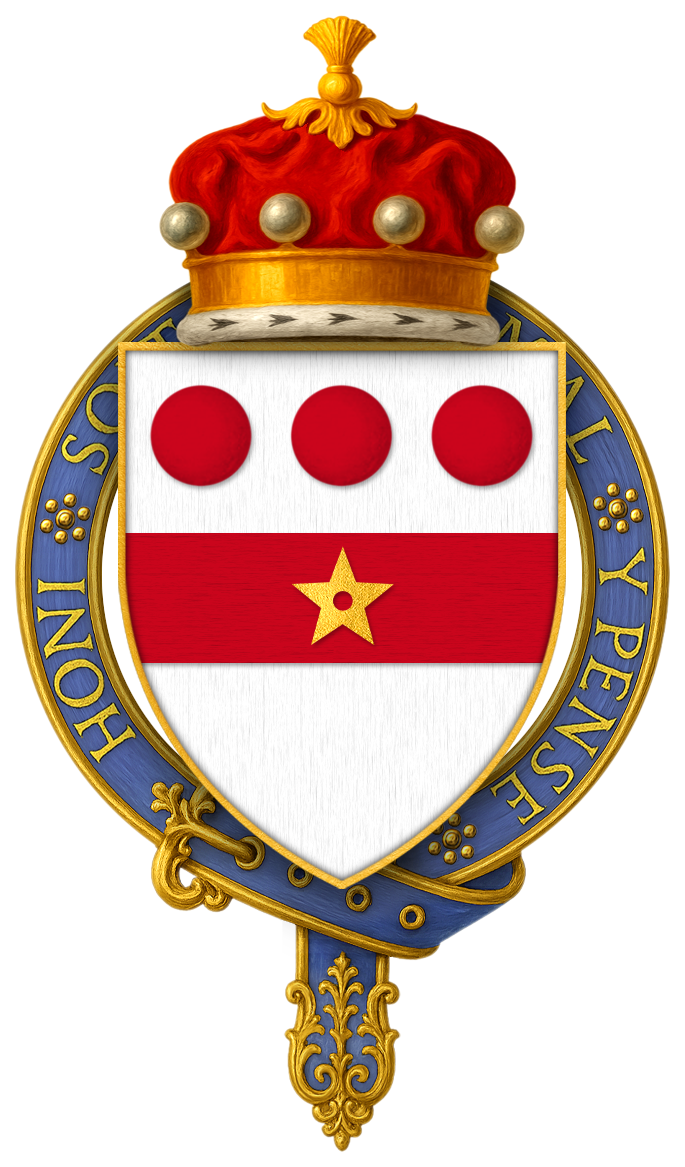
Blason du 1er baron Devereux
Blason Dévereux
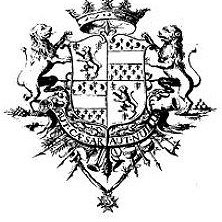
Blasón Wall y Devereux